# Amānlī
Amānlī (persiska: امامنلی) är en ort i Iran.   Den ligger i provinsen Nordkhorasan, i den nordöstra delen av landet, 500 km nordost om huvudstaden Teheran. Amānlī ligger 805 meter över havet och antalet invånare är 832.
Terrängen runt Amānlī är huvudsakligen kuperad. Amānlī ligger nere i en dal. Runt Amānlī är det ganska glesbefolkat, med 27 invånare per kvadratkilometer. Amānlī är det största samhället i trakten. Trakten runt Amānlī består i huvudsak av gräsmarker.